# 全国保育士養成協議会
一般社団法人全国保育士養成協議会（ぜんこくほいくしようせいきょうぎかい）は、指定保育士養成施設を会員とする日本の社団法人である。

## 沿革
- 1956年 - 全国保母養成施設連絡協議会予備的設立
- 1957年 - 全国保母養成施設連絡協議会正式設立
- 1965年 - 全国保母養成協議会に名称変更
- 1969年 - 社団法人化
- 1999年 - 現名称に変更

## 活動内容
- 保育士養成に関する様々な事業などを行う。
- 全て都道府県から保育士試験の試験機関に指定され、実施事務を行う。

## 加盟校
- 指定保育士養成施設を参照。